# Стар Трек: Странни нови светове
„Стар Трек: Странни нови светове“ (на английски: Star Trek: Strange New Worlds) е американски научнофантастичен сериал.
Това е девети сериал от Стар Трек и стартира през 2022 г. като част от разширената вселена на Алекс Курцмън. Спин-оф на Стар Трек: Дискавъри, проследява живота на капитан Кристофър Пайк и екипажа на звездния кораб USS Enterprise, докато те изследват нови светове из цялата галактика десетилетие преди събитията от Стар Трек: Оригиналният сериал.
Енсън Маунт, Итън Пек и Ребека Ромейн участват съответно в ролите на Пайк, Спок и Първи, всички герои от Оригиналният сериал. Тези актьори са избрани за ролите през 2019 г. за втория сезон на Дискавъри и след положителен отговор на феновете, Курцмън изрази интерес да ги върне обратно за вторичен сериал. Разработката на сериала започва през март 2020 г. и е официално заявен през май. Главният актьорски състав, заглавието и творческият екип са потвърдени, с Голдсман и Хенри Алонсо Майърс като шоурънъри. Джес Буш, Кристина Чонг, Селия Гудинг, Мелиса Навия, Бабс Олусанмокун и Брус Хорак също участват. Някои от тези актьори играят по-млади версии на герои от Оригиналния сериал. Сериалът е продуциран от CBS Studios в сътрудничество със Secret Hideout, Weed Road Pictures, H M R X Productions и Roddenberry Entertainment. Заснемането е в CBS Stages Canada в Мисисауга, Онтарио.
Премиерата на Стар Трек: Странни нови светове е в Paramount+ на 5 май 2022 г., а първият му сезон от 10 епизода продължава до 7 юли. Вторият сезон се очаква да има премиера през 2023 г. Сериалът получава положителни отзиви за епизодичността си в разказване на истории и актьорски състав. Номиниран е за Primetime Emmy Award и няколко други награди.

## Епизоди
| Сезон | Сезон | Епизоди | Излъчване  | Излъчване  |
| Сезон | Сезон | Епизоди | Премиера   | Финал      |
| ----- | ----- | ------- | ---------- | ---------- |
|       | 1     | 10      | 5 май 2022 | 7 юли 2022 |
|       | 2     | 10      | 2023       |            |